# Verschijningen (Kenya)
Verschijningen is het eerst deel uit de vijfdelige stripreeks Kenya bedacht door Léo en Rodolphe en getekend door Léo. Het album werd uitgebracht in 2001 bij uitgeverij Dargaud.

## Verhaal
De schrijver John Remington gaat in 1947 met een klein gezelschap op safari in Kenya. In het gebied aan de voet van de Kilimanjaro stuiten zij op een enorm plantenetend dier, waarna de groep spoorloos verdwijnt. De plaatselijke bevolking is ervan overtuigd dat Batoo, de man-duivel, de boosdoener is. Kathy Austin, een Amerikaanse schooljuf die later in Kenya aankomt, gaat op zoek naar de verdwenen expeditie. Al spoedig merkt zij dat er in de jungle iets aan de hand is, want ook zij maakt vreemde dingen mee.